# Eastbourne International
Eastbourne International – kobiecy turniej tenisowy kategorii WTA 250 (do 2024 roku kategorii WTA 500) wchodzący w skład rozgrywek cyklu WTA Tour i męski turniej tenisowy kategorii ATP Tour 250 należący do cyklu ATP Tour, rozgrywany w brytyjskim Eastbourne na kortach trawiastych od 1974 roku.

## Mecze finałowe

### Gra pojedyncza mężczyzn
| Rok  | Zwycięzca                                    | Finalista                                    | Wynik                                        |
| 2025 | Taylor Fritz                                 | Jenson Brooksby                              | 7:5, 6:1                                     |
| 2024 | Taylor Fritz                                 | Max Purcell                                  | 6:4, 6:3                                     |
| 2023 | Francisco Cerúndolo                          | Tommy Paul                                   | 6:4, 1:6, 6:4                                |
| 2022 | Taylor Fritz                                 | Maxime Cressy                                | 6:2, 6:7(4), 7:6(4)                          |
| 2021 | Alex de Minaur                               | Lorenzo Sonego                               | 4:6, 6:4, 7:6(5)                             |
| 2020 | Turniej anulowano z powodu pandemii COVID-19 | Turniej anulowano z powodu pandemii COVID-19 | Turniej anulowano z powodu pandemii COVID-19 |
| 2019 | Taylor Fritz                                 | Sam Querrey                                  | 6:3, 6:4                                     |
| 2018 | Mischa Zverev                                | Lukáš Lacko                                  | 6:4, 6:4                                     |
| 2017 | Novak Đoković                                | Gaël Monfils                                 | 6:3, 6:4                                     |
| 2014 | Feliciano López                              | Richard Gasquet                              | 6:3, 6:7(5), 7:5                             |
| 2013 | Feliciano López                              | Gilles Simon                                 | 7:6(2), 6:7(5), 6:0                          |
| 2012 | Andy Roddick                                 | Andreas Seppi                                | 6:3, 6:2                                     |
| 2011 | Andreas Seppi                                | Janko Tipsarević                             | 7:6(5), 3:6, 5:3 krecz                       |
| 2010 | Michaël Llodra                               | Guillermo García-López                       | 7:5, 6:2                                     |
| 2009 | Dmitrij Tursunow                             | Frank Dancevic                               | 6:3, 7:6(5)                                  |

### Gra pojedyncza kobiet
| Rok         | Zwyciężczyni                                 | Finalistka                                   | Wynik                                        |
| 2025        | Maya Joint                                   | Alexandra Eala                               | 6:4, 1:6, 7:6(10)                            |
| ↑ WTA 250 ↑ |                                              |                                              |                                              |
| 2024        | Darja Kasatkina                              | Leylah Fernandez                             | 6:3, 6:4                                     |
| 2023        | Madison Keys                                 | Darja Kasatkina                              | 6:2, 7:6(13)                                 |
| 2022        | Petra Kvitová                                | Jeļena Ostapenko                             | 6:3, 6:2                                     |
| 2021        | Jeļena Ostapenko                             | Anett Kontaveit                              | 6:3, 6:3                                     |
| 2020        | Turniej anulowano z powodu pandemii COVID-19 | Turniej anulowano z powodu pandemii COVID-19 | Turniej anulowano z powodu pandemii COVID-19 |
| 2019        | Karolína Plíšková                            | Angelique Kerber                             | 6:1, 6:4                                     |
| 2018        | Caroline Wozniacki                           | Aryna Sabalenka                              | 7:5, 7:6(5)                                  |
| 2017        | Karolína Plíšková                            | Caroline Wozniacki                           | 6:4, 6:4                                     |
| 2016        | Dominika Cibulková                           | Karolína Plíšková                            | 7:5, 6:3                                     |
| 2015        | Belinda Bencic                               | Agnieszka Radwańska                          | 6:4, 4:6, 6:0                                |
| 2014        | Madison Keys                                 | Angelique Kerber                             | 6:3, 3:6, 7:5                                |
| 2013        | Jelena Wiesnina                              | Jamie Hampton                                | 6:2, 6:1                                     |
| 2012        | Tamira Paszek                                | Angelique Kerber                             | 5:7, 6:3, 7:5                                |
| 2011        | Marion Bartoli                               | Petra Kvitová                                | 6:1, 4:6, 7:5                                |
| 2010        | Jekatierina Makarowa                         | Wiktoryja Azaranka                           | 7:6(5), 6:4                                  |
| 2009        | Caroline Wozniacki                           | Virginie Razzano                             | 7:6(5), 7:5                                  |
| 2008        | Agnieszka Radwańska                          | Nadieżda Pietrowa                            | 6:4, 6:7(11), 6:4                            |
| 2007        | Justine Henin                                | Amélie Mauresmo                              | 7:5, 6:7(4), 7:6(2)                          |
| 2006        | Justine Henin-Hardenne                       | Anastasija Myskina                           | 4:6, 6:1, 7:6(5)                             |
| 2005        | Kim Clijsters                                | Wiera Duszewina                              | 7:5, 6:0                                     |
| 2004        | Swietłana Kuzniecowa                         | Daniela Hantuchová                           | 2:6, 7:6(2), 6:4                             |
| 2003        | Chanda Rubin                                 | Conchita Martínez                            | 6:4, 3:6, 6:4                                |
| 2002        | Chanda Rubin                                 | Anastasija Myskina                           | 6:1, 6:3                                     |
| 2001        | Lindsay Davenport                            | Magüi Serna                                  | 6:2, 6:0                                     |
| 2000        | Julie Halard-Decugis                         | Dominique Monami                             | 7:6(4), 6:4                                  |
| 1999        | Natalla Zwierawa                             | Nathalie Tauziat                             | 0:6, 7:5, 6:3                                |
| 1998        | Jana Novotná                                 | Arantxa Sánchez Vicario                      | 6:1, 7:5                                     |
| 1997        | Jana Novotná                                 | Arantxa Sánchez Vicario                      | Opady deszczu                                |
| 1996        | Monica Seles                                 | Mary Joe Fernández                           | 6:0, 6:2                                     |
| 1995        | Nathalie Tauziat                             | Chanda Rubin                                 | 3:6, 6:0, 7:5                                |
| 1994        | Meredith McGrath                             | Linda Wild                                   | 6:2, 6:4                                     |
| 1993        | Martina Navrátilová                          | Miriam Oremans                               | 2:6, 6:2, 6:3                                |
| 1992        | Lori McNeil                                  | Linda Wild                                   | 6:4, 6:4                                     |
| 1991        | Martina Navrátilová                          | Arantxa Sánchez Vicario                      | 6:4, 6:4                                     |
| 1990        | Martina Navrátilová                          | Gretchen Magers                              | 6:0, 6:2                                     |
| 1989        | Martina Navrátilová                          | Raffaela Reggi                               | 7:6(2), 6:2                                  |
| 1988        | Martina Navrátilová                          | Natalla Zwierawa                             | 6:2, 6:2                                     |
| 1987        | Helena Suková                                | Martina Navrátilová                          | 7:6(5), 6:3                                  |
| 1986        | Martina Navrátilová                          | Helena Suková                                | 3:6, 6:3, 6:4                                |
| 1985        | Martina Navrátilová                          | Helena Suková                                | 6:4, 6:3                                     |
| 1984        | Martina Navrátilová                          | Kathy Jordan                                 | 6:4, 6:1                                     |
| 1983        | Martina Navrátilová                          | Wendy Turnbull                               | 6:1, 6:1                                     |
| 1982        | Martina Navrátilová                          | Hana Mandlíková                              | 6:4, 6:3                                     |
| 1981        | Tracy Austin                                 | Andrea Jaeger                                | 6:3, 6:4                                     |
| 1980        | Tracy Austin                                 | Wendy Turnbull                               | 7:6(3), 6:2                                  |
| 1979        | Chris Evert                                  | Martina Navrátilová                          | 7:5, 5:7, 13:11                              |
| 1978        | Martina Navrátilová                          | Chris Evert                                  | 6:4, 4:6, 9:7                                |
| 1976        | Chris Evert                                  | Virginia Wade                                | 8:6, 6:3                                     |
| 1975        | Virginia Wade                                | Billie Jean King                             | 7:5, 4:6, 6:4                                |
| 1974        | Chris Evert                                  | Virginia Wade                                | 7:5, 6:4                                     |
| 1973        | Turniej nie odbył się                        | Turniej nie odbył się                        | Turniej nie odbył się                        |
| 1972        | Françoise Durr                               | Judy Tegart Dalton                           | 8:6, 6:3                                     |

### Gra podwójna mężczyzn
| Rok  | Zwycięzcy                                    | Finaliści                                    | Wynik                                        |
| 2025 | Julian Cash Lloyd Glasspool                  | Ariel Behar Joran Vliegen                    | 6:4, 7:6(5)                                  |
| 2024 | Neal Skupski Michael Venus                   | Matthew Ebden John Peers                     | 4:6, 7:6(2), 11–9                            |
| 2023 | Nikola Mektić Mate Pavić                     | Ivan Dodig Austin Krajicek                   | 6:4, 6:2                                     |
| 2022 | Nikola Mektić Mate Pavić                     | Matwé Middelkoop Luke Saville                | 6:4, 6:2                                     |
| 2021 | Nikola Mektić Mate Pavić                     | Rajeev Ram Joe Salisbury                     | 6:4, 6:3                                     |
| 2020 | Turniej anulowano z powodu pandemii COVID-19 | Turniej anulowano z powodu pandemii COVID-19 | Turniej anulowano z powodu pandemii COVID-19 |
| 2019 | Juan Sebastián Cabal Robert Farah            | Máximo González Horacio Zeballos             | 3:6, 7:6(4), 10–6                            |
| 2018 | Luke Bambridge Jonny O’Mara                  | Ken Skupski Neal Skupski                     | 7:5, 6:4                                     |
| 2017 | Bob Bryan Mike Bryan                         | Rohan Bopanna André Sá                       | 6:7(4), 6:4, 10–3                            |
| 2014 | Treat Huey Dominic Inglot                    | Alexander Peya Bruno Soares                  | 7:5, 5:7, 10–8                               |
| 2013 | Alexander Peya Bruno Soares                  | Colin Fleming Jonathan Marray                | 3:6, 6:3, 10–8                               |
| 2012 | Colin Fleming Ross Hutchins                  | Jamie Delgado Ken Skupski                    | 6:4, 6:3                                     |
| 2011 | Jonatan Erlich Andy Ram                      | Grigor Dimitrow Andreas Seppi                | 6:3, 6:3                                     |
| 2010 | Mariusz Fyrstenberg Marcin Matkowski         | Colin Fleming Ken Skupski                    | 6:3, 5:7, 10–8                               |
| 2009 | Mariusz Fyrstenberg Marcin Matkowski         | Travis Parrott Filip Polášek                 | 6:4, 6:4                                     |

### Gra podwójna kobiet
| Rok         | Zwyciężczynie                                      | Finalistki                                   | Wynik                                        |
| 2025        | Marie Bouzková Anna Danilina                       | Hsieh Su-wei Maya Joint                      | 6:4, 7:5                                     |
| ↑ WTA 250 ↑ |                                                    |                                              |                                              |
| 2024        | Ludmyła Kiczenok Jeļena Ostapenko                  | Gabriela Dabrowski Erin Routliffe            | 5:7, 7:6(2), 10–8                            |
| 2023        | Desirae Krawczyk Demi Schuurs                      | Nicole Melichar-Martinez Ellen Perez         | 6:2, 6:4                                     |
| 2022        | Aleksandra Krunić Magda Linette                    | Ludmyła Kiczenok Jeļena Ostapenko            | walkower                                     |
| 2021        | Shūko Aoyama Ena Shibahara                         | Nicole Melichar Demi Schuurs                 | 6:1, 6:4                                     |
| 2020        | Turniej anulowano z powodu pandemii COVID-19       | Turniej anulowano z powodu pandemii COVID-19 | Turniej anulowano z powodu pandemii COVID-19 |
| 2018        | Chan Hao-ching Latisha Chan                        | Kirsten Flipkens Bethanie Mattek-Sands       | 2:6, 6:3, 10–6                               |
| 2018        | Gabriela Dabrowski Xu Yifan                        | Irina-Camelia Begu Mihaela Buzărnescu        | 6:3, 7:5                                     |
| 2017        | Chan Yung-jan Martina Hingis                       | Ashleigh Barty Casey Dellacqua               | 6:3, 7:5                                     |
| 2016        | Darija Jurak Anastasija Rodionowa                  | Chan Hao-ching Chan Yung-jan                 | 5:7, 7:6(4), 10–6                            |
| 2015        | Caroline Garcia Katarina Srebotnik                 | Chan Yung-jan Zheng Jie                      | 7:6(5), 6:2                                  |
| 2014        | Chan Hao-ching Chan Yung-jan                       | Martina Hingis Flavia Pennetta               | 6:3, 5:7, 10–7                               |
| 2013        | Nadieżda Pietrowa Katarina Srebotnik               | Monica Niculescu Klára Zakopalová            | 6:3, 6:3                                     |
| 2012        | Nuria Llagostera Vives María José Martínez Sánchez | Liezel Huber Lisa Raymond                    | 6:4, krecz                                   |
| 2011        | Květa Peschke Katarina Srebotnik                   | Liezel Huber Lisa Raymond                    | 6:3, 6:0                                     |
| 2010        | Lisa Raymond Rennae Stubbs                         | Květa Peschke Katarina Srebotnik             | 6:2, 2:6, 13–11                              |
| 2009        | Akgul Amanmuradova Ai Sugiyama                     | Samantha Stosur Rennae Stubbs                | 6:4, 6:3                                     |
| 2008        | Cara Black Liezel Huber                            | Květa Peschke Rennae Stubbs                  | 2:6, 6:0, 10–8                               |
| 2007        | Lisa Raymond Samantha Stosur                       | Rennae Stubbs Květa Peschke                  | 6:7(5), 6:4, 6:3                             |
| 2006        | Amélie Mauresmo Swietłana Kuzniecowa               | Liezel Huber Martina Navrátilová             | 6:2, 6:4                                     |
| 2005        | Rennae Stubbs Lisa Raymond                         | Jelena Lichowcewa Wiera Zwonariowa           | 6:3, 7:5                                     |
| 2004        | Alicia Molik Magüi Serna                           | Swietłana Kuzniecowa Jelena Lichowcewa       | 6:4, 6:4                                     |
| 2003        | Lisa Raymond Lindsay Davenport                     | Jennifer Capriati Magüi Serna                | 6:3, 6:2                                     |
| 2002        | Lisa Raymond Rennae Stubbs                         | Jelena Lichowcewa Cara Black                 | 6:7(5), 7:6(6), 6:2                          |
| 2001        | Lisa Raymond Rennae Stubbs                         | Jelena Lichowcewa Cara Black                 | 6:2, 6:2                                     |
| 2000        | Ai Sugiyama Nathalie Tauziat                       | Lisa Raymond Rennae Stubbs                   | 2:6, 6:3, 7:6(3)                             |
| 1999        | Anna Kurnikowa Martina Hingis                      | Jana Novotná Natalla Zwierawa                | 6:4, krecz                                   |
| 1998        | Jana Novotná Mariaan de Swardt                     | Arantxa Sánchez Vicario Natalla Zwierawa     | 6:1, 6:3                                     |
| 1997        | Nicole Arendt Manon Bollegraf                      | Lori McNeil Helena Suková                    | Opady deszczu                                |
| 1996        | Jana Novotná Arantxa Sánchez Vicario               | Rosalyn Fairbank Pam Shriver                 | 4:6, 7:5, 6:4                                |
| 1995        | Jana Novotná Arantxa Sánchez Vicario               | Gigi Fernández Natalla Zwierawa              | 0:6, 6:3, 6:4                                |
| 1994        | Gigi Fernández Natalla Zwierawa                    | Inés Gorrochategui Helena Suková             | 6:7(3), 6:4 6:3                              |
| 1993        | Gigi Fernández Natalla Zwierawa                    | Łarysa Neiland Jana Novotná                  | 2:6, 7:5, 6:1                                |
| 1992        | Łarysa Neiland Jana Novotná                        | Mary Joe Fernández Zina Garrison             | 6:0, 6:3                                     |
| 1991        | Łarysa Neiland Natalla Zwierawa                    | Gigi Fernández Jana Novotná                  | 2:6, 6:4, 6:4                                |
| 1990        | Łarysa Sawczenko-Neiland Natalla Zwierawa          | Patty Fendick Zina Garrison                  | 6:4, 6:3                                     |
| 1989        | Katrina Adams Zina Garrison                        | Jana Novotná Helena Suková                   | 6:3, krecz                                   |
| 1988        | Eva Pfaff Elizabeth Smylie                         | Belinda Cordwell Dinky Van Rensburg          | 6:3, 7:6(6)                                  |
| 1987        | Swietłana Parchomenko Łarysa Sawczenko             | Rosalyn Fairbank Elizabeth Smylie            | 7:6(5), 4:6, 7:5                             |
| 1986        | Martina Navrátilová Pam Shriver                    | Claudia Kohde-Kilsch Helena Suková           | 7:5, 6:4                                     |
| 1985        | Martina Navrátilová Pam Shriver                    | Kathy Jordan Elizabeth Smylie                | 6:2, 6:4                                     |
| 1984        | Martina Navrátilová Pam Shriver                    | Jo Durie Ann Kiyomura                        | 6:4, 6:2                                     |
| 1983        | Martina Navrátilová Pam Shriver                    | Jo Durie Anne Hobbs                          | 6:1, 6:0                                     |
| 1982        | Martina Navrátilová Pam Shriver                    | Kathy Jordan Anne Smith                      | 6:3, 6:4                                     |
| 1981        | Martina Navrátilová Pam Shriver                    | Kathy Jordan Anne Smith                      | 6:7, 6:2, 6:1                                |
| 1980        | Kathy Jordan Anne Smith                            | Pam Shriver Betty Stöve                      | 6:4, 6:1                                     |
| 1979        | Betty Stöve Wendy Turnbull                         | Ilana Kloss Betty-Ann Stuart                 | 6:2, 6:2                                     |
| 1978        | Betty Stöve Chris Evert                            | Billie Jean King Martina Navrátilová         | 6:4, 6:7, 7:5                                |
| 1976        | Martina Navrátilová Chris Evert                    | Olga Morozowa Virginia Wade                  | Opady deszczu                                |
| 1975        | Julie Anthony Olga Morozowa                        | Evonne Goolagong Peggy Michel                | 6:2, 6:4                                     |
| 1974        | Helen Gourlay-Cawley Karen Krantzcke               | Chris Evert Olga Morozowa                    | 6:2, 6:0                                     |
| 1973        | Turniej nie odbył się                              | Turniej nie odbył się                        | Turniej nie odbył się                        |
| 1972        | Lesley Hunt Betty Stöve                            | Françoise Durr Judy Tegart Dalton            | 6:4, 6:8, 6:3                                |